# Труд (стадион, Обнинск)
«Труд» — футбольный стадион в городе Обнинске Калужской области, Россия. Домашнее поле футбольного клуба «Квант»; также на поле проводил свои домашние матчи и другой местный клуб — «Обнинск».

## Общие сведения
Стадион «Труд» построен в 1958 году (трибуны в 1964-м) на месте старого деревянного здания школы-колонии «Бодрая жизнь» и несколько десятилетий был единственным стадионом Обнинска (второе профессиональное футбольное поле с искусственным покрытием находится в лицее «Держава»). В 1964 году на поле были построены трибуны.
В 2011 году Обнинск в числе 38 городов был включен в федеральную программу по укладке искусственных футбольных полей. Осенью 2011 года на стадионе «Труд» начались работы по укладке.
В подтрибунных помещениях находится специализированный зал отделения бокса ДЮСШ «Квант». В зимнее время на стадионе заливается каток. В настоящее время входит в МУП «Дворец спорта».
Стадион «Труд» полностью отвечает требованиям Российского футбольного союза (РФС) и Профессиональной футбольной лиги России (ПФЛ).

## Крупнейшие спортивные мероприятия
- 2000 — Игра с ветеранами ФК «Спартак».
- 2003 — Финал Кубка России среди любительских команд.

## Адрес
- 249037, Россия, Калужская область, г. Обнинск, улица Шацкого, 1.
- До стадиона можно добраться от железнодорожной станции «Обнинское» на автобусах или маршрутных такси маршрутов № 2, 5, 9, 12, 15 до остановки «Универмаг» — первой остановки после вокзала. Далее 5-10 минут пешком.